# 魏國橋
魏國橋，浙江麗水縣人。清末军事将领。
光緒十五年（1889年）己丑科武舉人，光緒二十年（1894年）甲午恩科中式三甲武进士。授官藍翎侍衛，官至直隸正定府鎮標中營都司。